# Мартин Новоселац
Мартин Новоселац (Винковци, 10. новембар 1950) бивши је југословенски и хрватски фудбалер. 

## Каријера
Поникао је у млађим категоријама Динама из Винковаца крајем шездесетих година, а за тај тим је играо до 1972. Био је одбрамбени играч, обично играо на месту либера. Прешао је 1972. у новосадску Војводину, где се афирмисао као играч. Освојио је Митропа куп 1977. године. У периоду од 1977. до 1980. године наступао је за загребачки Динамо, а потом одлази у грчки Олимпијакос. Након Грчке враћа се у Динамо из Винковаца и игра до краја каријере за тај клуб (1982-84).
За репрезентацију Југославије одиграо је четири утакмице. Дебитовао је 31. маја 1975. у Београду на пријатељском мечу против Холандије (резултат 3:0), а последњи пут је играо у дресу са државним грбом 17. априла 1976. против Мађарске у Бањалуци (резултат 0:0).
Завршио је правни факултет и Вишу тренерску школу. Радио је као тренер у винковачком Динаму 1987-88. Од 1989. селектор млађих узраста и током деведесетих у два наврата тренер младе репрезентације Хрватске са којом је бележио запажене резултате. Током 2004. помоћни тренер сениорске хрватске репрезентације (док је селектор био Крањчар).

## Успеси
- Војводина
  - Митропа куп: 1977.

- Динамо Загреб
  - Куп Југославије: 1979/80.